# تورزینیک، استان پومرانیان غربی
تورزینیک، استان پومرانیان غربی (به لاتین: Turzyniec, West Pomeranian Voivodeship) یک منطقهٔ مسکونی در لهستان است که در Gmina Myślibórz واقع شده‌است.